# József Heszlényi
József Heszlényi, madžarski general, * 1890, † 1945.